# Timo Airaksinen
Timo Airaksinen (ur. 25 kwietnia 1947 w Vaasa) – fiński filozof.

## Życiorys
Studiował na Uniwersytecie w Turku i ukończył tę uczelnię w 1971 roku. W 1975 roku uzyskał stopień doktora filozofii za rozprawę Heglizm Bradleya i Johna McTaggarta („The Hegelianism of Bradley and McTaggart”). Przez pewien czas, od roku 1972 do 1983 był docentem Uniwersytetu w Turku. Obecnie wykłada na Uniwersytecie Helsińskim, gdzie zajmuje stanowisko kierownika katedry Filozofii moralnej w Zakładzie filozofii społecznej i moralnej.
Jest specjalistą od dziedziny etyki i filozofii społecznej. Interesuje się również twórczością filozofów XVII i XVIII wieku (m.in. Hobbesa i Berkeleya). Jest wiceprezydentem Międzynarodowego Towarzystwa Berkeleya. Jeden z redaktorów fińskiego czasopisma filozoficznego Acta Philosophica Fennica oraz rocznika Berkeley Studies. Pod opieką Airaksinena pisali prace doktorskie wybitni uczeni Finlandii, między innymi Matti Häyry. Był także recenzentem rozpraw doktorantów z innych krajów, m.in. oponował pracę doktorską Roometa Jakapiego (Estonia), który na obszarze postradzieckim został pierwszym specjalistą poziomu międzynarodowego w dziedzinie badań filozofii George’a Berkeleya.
Bierze udział w debatach nad sprawami życia kulturalnego i gospodarczego Finlandii. Regularnie publikuje na łamach gazety Helsingin Sanomat.

## Wybrane publikacje
- Ethics of coersion and authority. A philosophical study of social life, 1988 ISBN 0-8229-3583-X.
- Of glamor, Sex and De Sade, 1991 ISBN 0-89341-591-X.
- The Philosophy of the Marquis de Sade, 1995 ISBN 0-415-11229-X.
- The Philosophy of H. P. Lovecraft. The route to horror, 1999 ISBN 0-8204-4022-1.
- „Hobbes on the passions and powerlessness”, Hobbes Studies, 6/1993, pp. 80–104.
- „Service and Science in Professional Life”, Ethics and the Professions, 1994, pp. 1–13

W języku fińskim
- Airaksinen, Timo, Katri Kaalikoski. Arvojen ja välineiden outo rationaliteetti. „Ajatus”, 1997. (fiń.).brak numeru strony